# Fiona Hale
Fiona Hale (New York, 7 février 1926 - 22 avril 2014) est une actrice américaine. 

## Biographie
Sa carrière débute en 1949 dans le film Harriet Craig.
Elle est connue pour son rôle dans Minority Report (2002), dans L'Étrange Histoire de Benjamin Button (2008), et dans Sept vies (2008).

## Filmographie partielle

### Cinéma
- 1955 : Amour, fleur sauvage (Shotgun) : Midge
- 1955 : Mélodie interrompue (Interrupted Melody) : Eileen Lawrence
- 2001 : Corky Romano : Florence
- 2002 : Minority Report : une vieille femme
- 2008 : Sept vies (Seven Pounds) : Ines
- 2008 : L'Étrange Histoire de Benjamin Button (The Curious Case of Benjamin Button) : Mrs Hollister
- 2013 : The Incredible Burt Wonderstone : Grace

### Télévision
- 2003 : Un père Noël au grand cœur (Secret Santana) : Beatrice
- 2006 : Desperate Housewives : Tante Fern (saison 3, épisode 2)